# 源少良
源少良（?—?），唐朝相州临漳人。

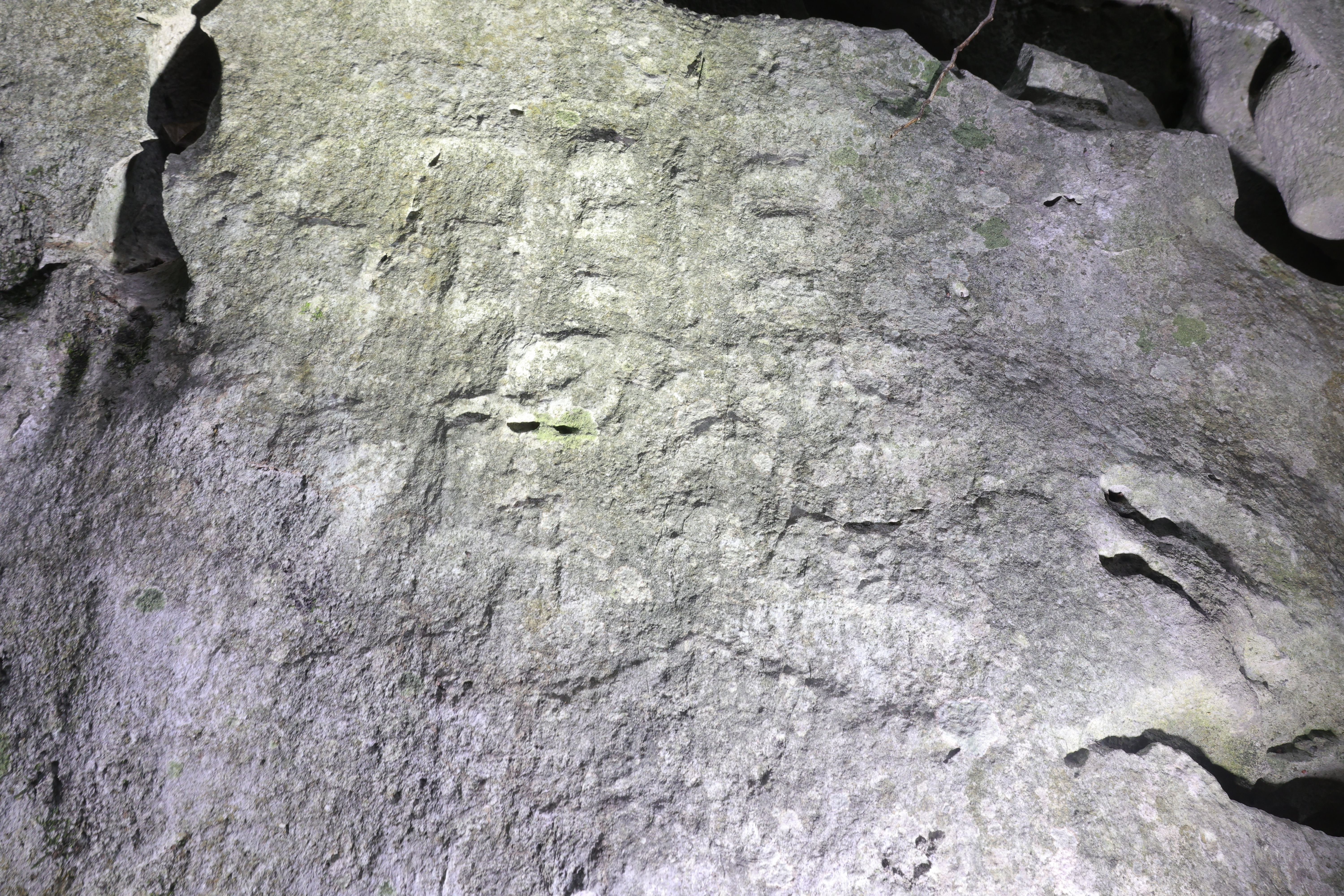
源少良天宝六載于杭州下天竺的题名。现存三字，即源、良、游。其上面被元代题刻所覆盖。

父源匡赞，官国子祭酒，有兄長源伯良、源幼良。开元十一年状元。曾官监察御史。官至司勳員外郎。卒年不詳。其于天寶六載在杭州蓮花峰下的題名如今尚存，為杭州金石題刻現存最古者。